# باشگاه فوتبال همیلتون آکادمیکال
باشگاه فوتبال همیلتون آکادمیکال (انگلیسی: Hamilton Academical F.C.) یک باشگاه فوتبال در شهر همیلتون، اسکاتلند است.
این باشگاه که در سال ۱۸۷۴ تأسیس شده سابقه ۳ قهرمانی در لیگ دسته اول فوتبال اسکاتلند و ۲ نایب قهرمانی در جام حذفی فوتبال اسکاتلند را در کارنامه دارد.